# 1773
1773 (MDCCLXXIII) là một năm thường bắt đầu vào thứ Sáu của lịch Gregory (hay một năm thường bắt đầu vào thứ Ba, chậm hơn 11 ngày, theo lịch Julius).

## Sự kiện

### Tháng 1 - Tháng 6
- 12 tháng 1 - Bảo tàng đầu tiên của Mỹ mở cửa cho công chúng ở Charleston, Nam Carolina.
- 17 tháng 1 - Thuyền trưởng James Cook trở thành nhà thám hiểm đầu tiên của châu Âu vượt qua vòng Nam Cực.
- 18 tháng 1 - Vở opera đầu tiên được biểu diễn bằng tiếng Thụy Điển, Thetis and Phelée, được Carl Stenborg và Elisabeth Olin biểu diễn ở Bollhuset, đánh dấu việc thành lập Opera Hoàng gia Thụy Điển.
- 27 tháng 4 hay 10 tháng 5 - Nghị viện Anh thông qua Luật Trà.
- 8 tháng 5 - Ở Ai Cập, cuộc khởi nghĩa của sultan Ali Bey nhà Mamluk bị quân nhà Ottoman đàn áp.